# Nasty Suicide
Nasty Suicide (Jan–Markus Stenfors, 27 de febrero de 1963) es un guitarrista finlandés, reconocido por ser uno de los miembros originales de la agrupación Hanoi Rocks entre 1979–1985. Se retiró de la música a mediados de los años 1990 y regresó a Finlandia, donde empezó a desempeñarse como farmacéutico. Sin embargo, ha participado en algunas breves reuniones de Hanoi Rocks.

## Discografía

### Hanoi Rocks
- Bangkok Shocks, Saigon Shakes, Hanoi Rocks - 1981
- Oriental Beat - 1982
- Self Destruction Blues - 1982
- Back to Mystery City - 1983
- Two Steps from the Move - 1984